# Priory Green
 (août 2013).
Si vous disposez d'ouvrages ou d'articles de référence ou si vous connaissez des sites web de qualité traitant du thème abordé ici, merci de compléter l'article en donnant les références utiles à sa vérifiabilité et en les liant à la section « Notes et références ».
Priory Green est un hameau du Suffolk, en Angleterre. Il est situé dans la paroisse civile d'Edwardstone, dans le district de Babergh.